# 載波相位測量
載波相位測量（英語：Carrier phase measurement）
利用衛星與接收器之間相對運動的關係，先取得衛星發射訊號時所產生的相位與接收器接收時所產生的參考相位，並求出兩者之間的相位差值，即為載波觀測量。測量方法與虛擬距離相似，但虛擬距離是利用電碼觀測。
載波相位測量由於載波的波長比C/A電碼(初略擷取碼)與P電碼(精確碼)都短，所以載波相位觀測的解析度相較於虛擬距離來的高，精度通常在公分等級，會比虛擬距離觀測量的公尺等級更加精確。但相較於電碼有0，1的變化，載波的每個波都相同，故難以計算載波有多少個完整週期。因為無法直接得知整數週波數，必須解算週波未定值，計算完即可算出比電碼更精確的距離，這樣的過程使載波相位測量相對於虛擬距離是相當複雜的。
因為可以產出精度公分等級的精度，所需的設備與解算程序較複雜，成本較高，載波相位測量可以應用在控制測量、工程測量等